# العكد (الحيث)

تعديل مصدري - تعديل

العكد محلة تابعة لقرية حصن الحداد، التابعة لعزلة الحيث بمديرية بعدان إحدى مديريات محافظة إب في الجمهورية اليمنية، بلغ تعداد سكانها 114 حسب تعداد اليمن لعام 2004.